# Carrières de Crazannes

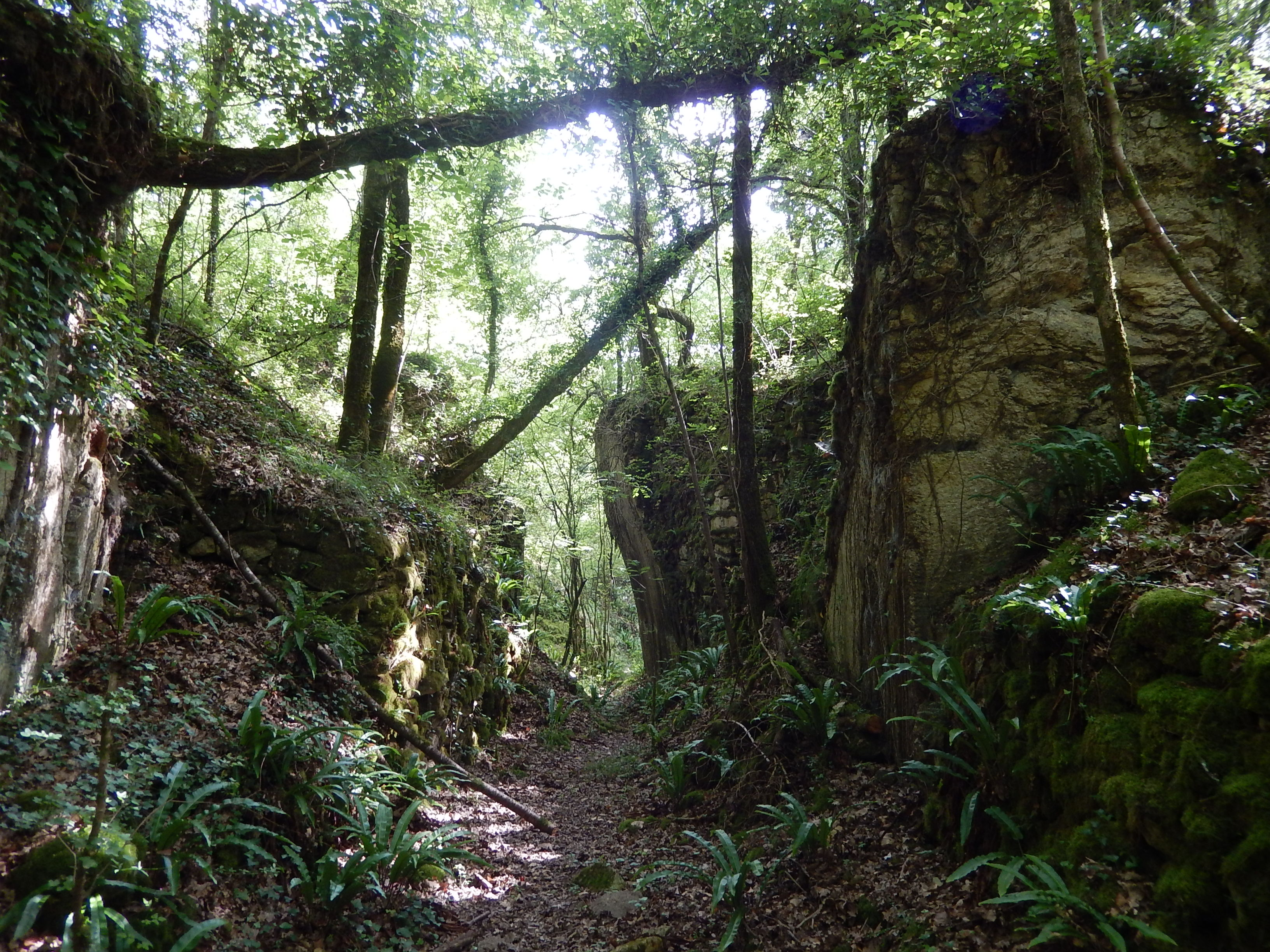
Vestiges des carrières de Crazannes.

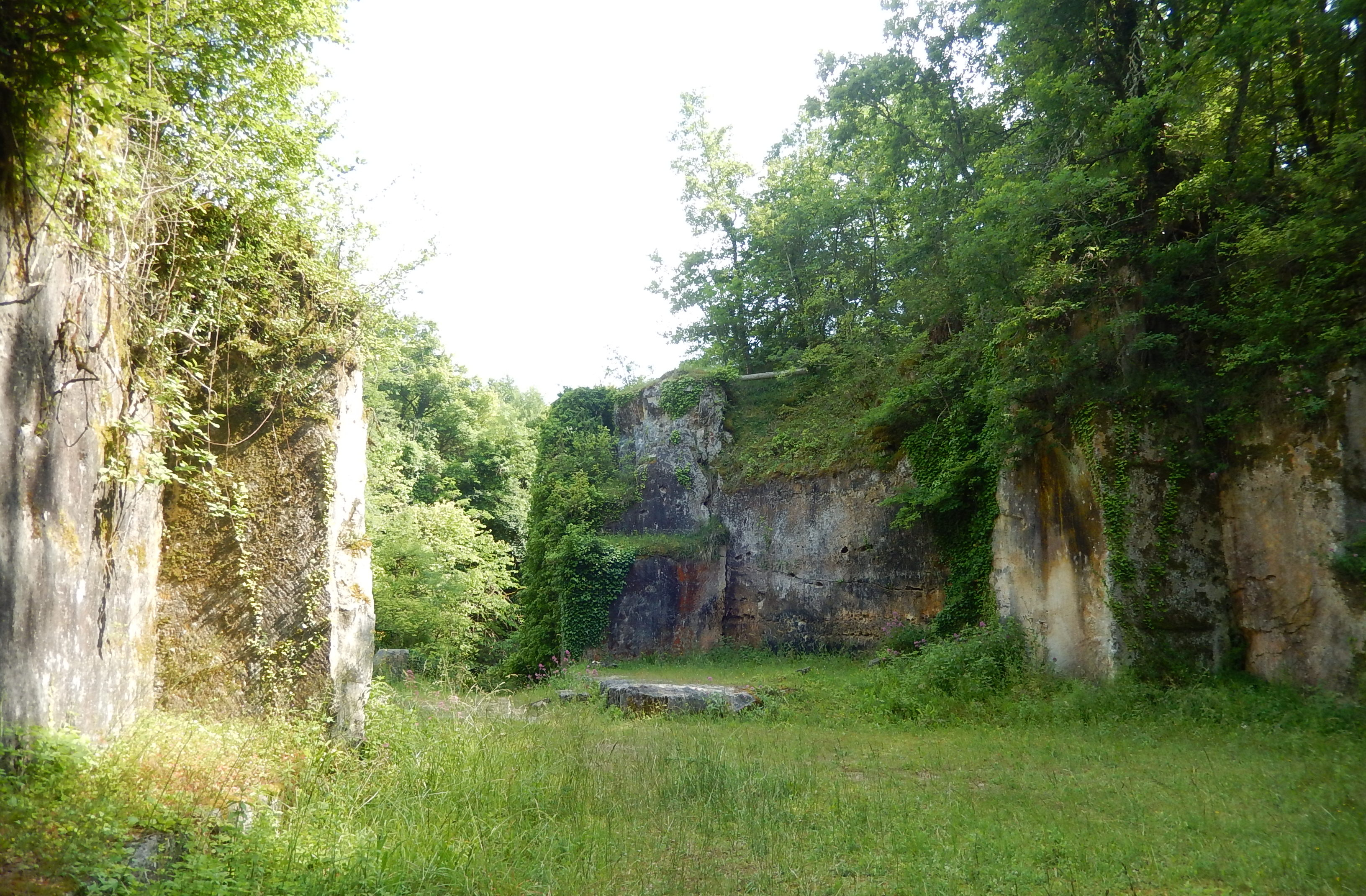
Anciennes carrières

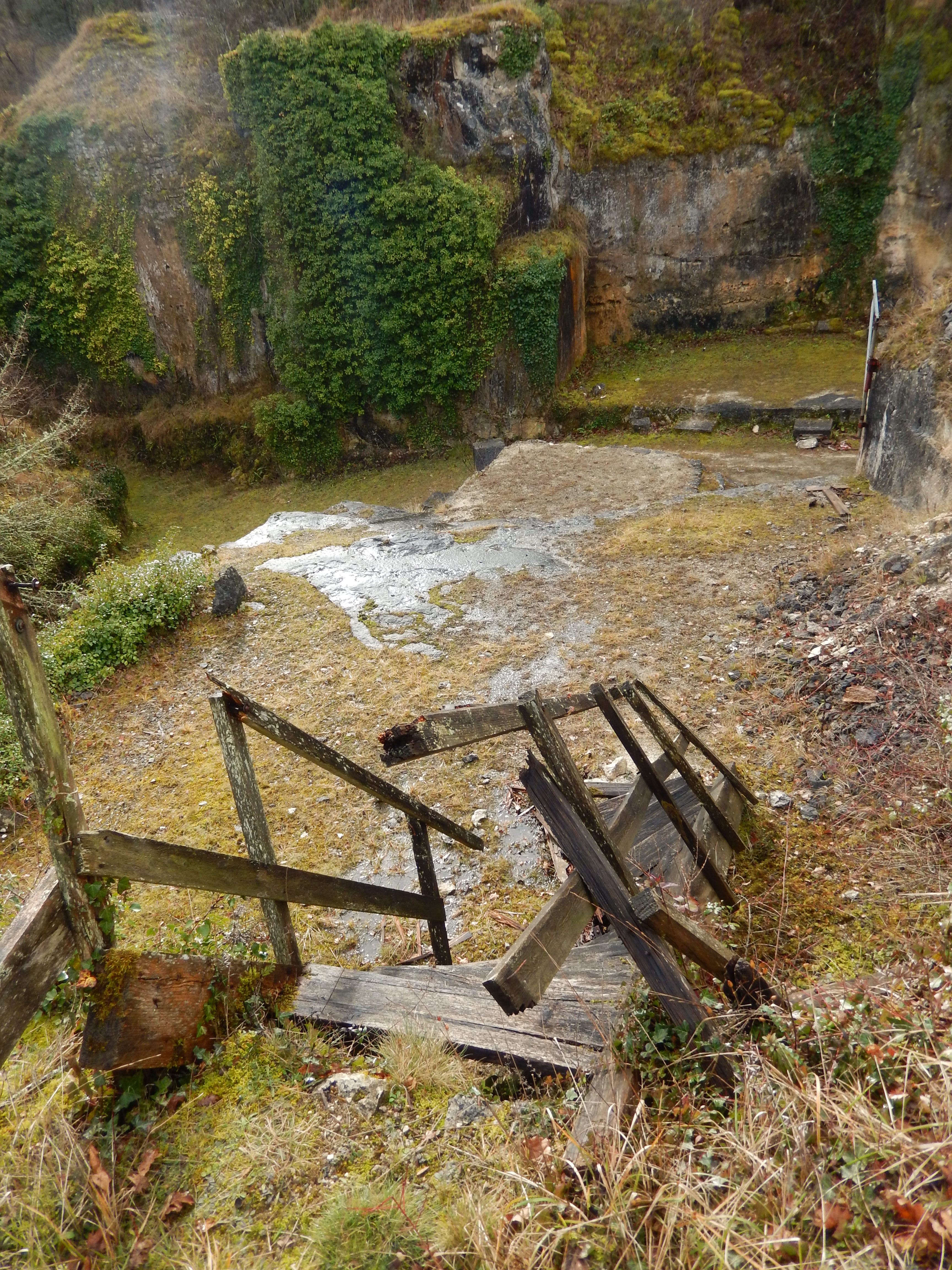
Escalier cassé dans les carrières

La Saintonge comporte de nombreuses carrières d'où est extraite une roche calcaire blanche du Crétacé supérieur caractéristique des sous-sols de la région. Certains de ces sites d'extraction sont encore en activité, d'autres ont été désaffectés.
Cet article traite principalement des carrières situées aux alentours de Crazannes à une dizaine de kilomètres au nord de la ville de Saintes. Ces carrières, qui ne sont pour la plupart plus exploitées depuis le milieu du XXe siècle, font aujourd'hui l'objet d'un développement touristique et accueillent une végétation singulière.

## Géographie
Les « carrières de Crazannes » se situent à moins d'un kilomètre au sud du village de Crazannes, à cheval sur les communes de Crazannes et de Plassay. On y associe parfois les carrières des Chabossières, situées quant à elles dans la commune voisine de Port-d'Envaux.

## Géologie
Le calcaire, autrefois exploité par les carrières de la région de Crazannes, est finement grenu, homogène, blanc ou clair et en général assez tendre. Le calcaire de Crazannes est stratifié en bancs massifs qui admettent des niveaux de silex noirs, bruns ou blonds.
Ces sédiments sont datés de la partie supérieure de l'étage Turonien qui appartient à la série du Crétacé supérieur. Son âge est d'environ 90 millions d'années.

## Histoire
Extraite pendant 2 000 ans, 3 périodes fastes sont à noter : 
- du Ier siècle au IIIe siècle l'ère gallo-romaine avec notamment la construction des routes d’État, des arènes ou tout autre bâtiment ;
- du Xe siècle au XIIe siècle avec l'arrivée de l'art roman et la construction des églises ;
- du XVIe siècle au XIXe siècle avec les fortifications de la côte océane.

Les carrières cesseront toute activité au milieu du XXe siècle vers 1955.

## Description

### Propriétés de la pierre de Crazannes
La pierre de Crazannes est une roche calcaire. Son caractère exceptionnel provient de son niveau de pureté : elle est composée de calcaire à 98 % ce qui, après un temps de séchage de deux ou trois mois après son extraction, la rend quasiment imperméable. En s'évaporant, l'eau contenue dans le calcaire laisse les sels minéraux à la surface du bloc, lui procurant une couche de protection pour un produit fini à la fois sec et très homogène.
À la suite de son extraction, la pierre est encore relativement tendre car encore imprégnée de l'eau du sous-sol. On peut alors la découper, notamment avec une scie crocodile comme c'était le cas jusqu'à la fin de l'exploitation de la carrière, ou la sculpter comme le font certains artistes contemporains.

### Végétation des carrières
Après l'arrêt de l'extraction des blocs de pierre, les carrières ont été investies par de nombreuses espèces végétales. Certaines de ces espèces (chênes pédonculé, noisetiers, érables, mousses) sont communes et correspondent à la flore habituelle des sous-bois environnants ; d'autres, un peu plus singulières, telles les fougères scolopendres et les orchidées, se sont développées, bénéficiant de l'ombre du fonds des carrières et de l'humidité provenant de la nappe phréatique sous-jacente et de la Charente avoisinante, ainsi que du couvert végétal de la forêt permettant de conserver l'humidité propre aux sous-bois.

## Exploitation
L'exploitation de la carrière remonte à plus de 2 000 ans et s'achève dans les années 1950, à cause de la concurrence du béton sur le marché des matériaux de construction.

### Combinaison de facteurs géographiques
Situé en bordure de la Charente, le site de Crazannes bénéficie d'un accès à la façade atlantique relativement rapide et pratique car facilité par le fleuve. Cette combinaison avec l'humidité apportée par la nappe phréatique dont bénéficie le site, favorise la tendreté de la pierre avant son extraction et a permis le conditionnement du matériau et de son commerce, car la demande pour cette pierre, dotée de caractéristiques exceptionnelles pour la construction, en ont fait un produit de choix pour la construction de monuments. Le fleuve a ainsi rendu possible le commerce des blocs de pierre par bateau en vue de leur livraison sur la côte atlantique française mais aussi son export en Europe.

### Méthodes d'extraction et conditions de travail des carriers
L'extraction de la pierre a conservé un aspect artisanal jusqu'à la fin de l'exploitation de la carrière. Les outils sont rudimentaires : la scie crocodile, le pic de carrier, la grue et le coin en bois de chêne.
Le métier de carrier est une activité éprouvante mais valorisante pour les personnes n'ayant reçu que peu d'instruction dans leur jeunesse car le niveau des revenus perçus dans le cadre de l'exploitation de la carrière permettent aux carriers d'obtenir des revenus deux fois supérieurs au revenu moyen, durant la première moitié du XXe siècle.
Les techniques ancestrales de travail de la pierre et d'extraction sont transmises de génération en génération, la famille entière vivant généralement à proximité de la carrière. L'extraction constitue une activité familiale où le père de famille est chargé de l'extraction proprement dite du bloc, pendant que les enfants ont pour mission de déblayer la terre et les pierres non exploitées de la couche, située au-dessus de la couche homogène de calcaire.
Le travail dans l'obscurité et la blancheur de la pierre rendaient aveugles les carriers à la fin de leur carrière.

### Concurrence et fin de l'exploitation
L'avènement du béton après la Seconde Guerre mondiale et son prix moins élevé, supplante la pierre de Crazannes qui voit sa demande diminuer. L'exploitation prend fin en 1955.

## Tourisme

### Le musée de la Pierre de Crazannes
Le musée présente l'histoire des carrières de Crazannes et le métier de carrier. Il propose des visites guidées dans les carrières depuis 1997, le long d'un sentier balisé évoluant dans l'ancienne carrière au gré d'escaliers construits pour les visiteurs.
Un autre sentier balisé est disponible au public : le sentier de Genny la genette. C'est un sentier adapté aux personnes à mobilité réduite puisqu'il ne contient aucun escalier et porte plus sur la faune et la flore occupant les carrières de Crazannes et une première approche de celles-ci, à la fin du sentier.
Il a été construit en même temps que l'autoroute A837, et est accessible depuis l'aire de repos de la Pierre de Crazannes, ainsi que par la route départementale 119.

### Les Lapidiales
Situé à côté de la carrière de la Pierre de Crazannes, le site des Lapidiales est un site consacré aux sculpteurs qui façonnent leurs œuvres en été, sur des blocs extraits, ou à même la paroi de la carrière abandonnée.